# 塞梅尼夫卡 (波季利斯克區)
塞梅尼夫卡是位於烏克蘭西南部的村莊，由敖德萨州波季利斯克区的科德馬市鎮負責管轄。該村面積1.41平方公里，始建於1926年，2001年人口183，人口密度每平方公里129.8人。
該村緊鄰烏克蘭與摩爾多瓦邊界，位在斯洛比德卡西北方約11公里，在科德馬南南東方約19公里，在巴爾塔西方約29公里，在摩爾多瓦雷濟納區雷濟納東北方約27公里。